# S9 (Georgien)
Saertaschorisso mnischwnelobis gsa S9 (georgisch: საერთაშორისო მნიშვნელობის გზა ს-9), auch bekannt als „Tiflis Bypass“, ist eine 49 Kilometer lange Fernstraße in Georgien innerhalb des georgischen Straßennetzes. Die S9 bildet die östliche Umgehungsstraße der Hauptstadt Tiflis zwischen der Autobahn S1 auf der Nordseite der Stadt bei Mzcheta und der Autobahn S4 südlich von Tiflis bei Rustawi. Die Straße kreuzt den S5 „Kacheti Highway“ in der Nähe des internationalen Flughafen Tiflis und ist Teil der Europastraßen 60 und der asiatischen AH5 und AH81. Transitverkehr ist erforderlich, um die S9 um Tiflis herum zu nehmen.
Die Umgehungsstraße ist vollständig zweispurig und hat eine begrenzte Anzahl von Kreuzungen, von denen einige eine (teilweise) Steigungstrennung aufweisen, obwohl das Mtskheta-Ende der Umgehungsstraße durch ein Wohngebiet führt. Die nördliche Endstation befindet sich in der Region Mzcheta-Mtianeti, während sich der nördliche Teil der Umgehungsstraße in der Hauptstadtregion Tiflis befindet und der größte Teil der Umgehungsstraße in der Region Niederkartlien liegt.

## Geschichte
Über die Geschichte der Ringstraße ist wenig bekannt. Aus sowjetischen topografischen Karten, Satellitenbildern und archivierten Meldungen des Straßenbauamtes lässt sich schließen, dass die Umgehungsstraße Mitte der 1980er Jahre gebaut wurde. Der nördliche Teil bestand bereits vor dem Bau der Umgehungsstraße. In den Jahren 2011–13 wurden im nördlichen Teil 7 Kilometer verlegt (km 14–21).
1996 wurde das aktuelle georgische Straßennummerierungssystem eingeführt, um das alte sowjetische System zu ersetzen, und die Umgehungsstraße wurde als "S9 Tbilisi Bypass" eingerichtet.

## Zukunft
Machbarkeits- und Designstudien zur Erweiterung der Umgehungsstraße S9 Tiflis auf vierspurige Autobahnstandards werden 2020 abgeschlossen. Die von der Asiatischen Entwicklungsbank finanzierten Studien umfassen auch eine 27 km nördliche Verlängerung über Natachtari nach Zhinvali, parallel zur aktuellen Fernstraße S3 am linken Ufer des Flusses Aragvi.

## Ortschaften entlang der Strecke
- Mzcheta
- Rustawi